# Ionaldo Cavalcanti
Ionaldo Andrade Cavalcanti (Recife, 1933 - São Paulo, 6 de maio de 2002) foi um pintor e artista gráfico brasileiro. Foi chefe de artes de várias revistas da editora Abril e já apresentou suas pinturas em diversas exposições coletivas e individuais, incluindo a Bienal Internacional de São Paulo de 1967. Seu livro, "Esses incríveis heróis de papel" (sobre histórias em quadrinhos), ganhou em 1989 o 1º Troféu HQ Mix na categoria "melhor livro teórico". Em 2002, ganhou o Prêmio Angelo Agostini na categoria "Mestre do Quadrinho Nacional".